# بارنزبورو (نیوجرسی)
بارنزبورو (به انگلیسی: Barnsboro) یک منطقهٔ مسکونی در ایالات متحده آمریکا است که در مانتوا، نیوجرسی واقع شده‌است. بارنزبورو ۴۵ متر بالاتر از سطح دریا واقع شده‌است.